# Vafrlogi

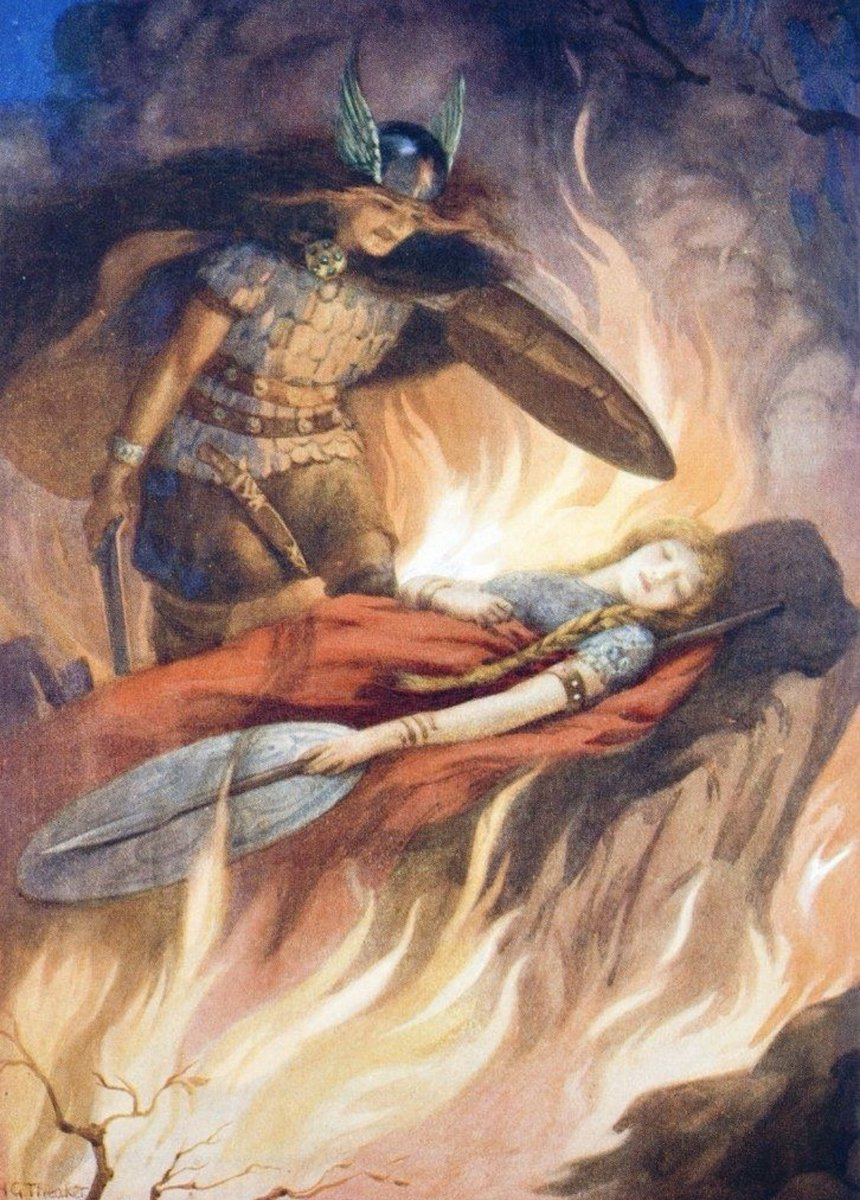
Sigurd och Brynhild. Målning av Harry George Theaker, 1920.

Vafrlogi ("fladdrande låga") kallas den magiska eldmur som enligt Völsungasagan omger Hindarfjällets topp, där valkyrian Brynhild ligger försänkt i törnrosasömn. Hon har, som straff för att hon i en drabbning fällt den kung som Oden lovat seger, blivit stucken med sömntörne  och inspärrad bakom en mur av eld. Endast den man som inte vet vad fruktan är, kan rida genom elden och befria henne – men det kräver en orädd häst som inte skyggar för flammorna. Det blir  Sigurd Fafnesbane – forntidens störste hjälte – som på sin springare Grane lyckas med uppgiften.
Sigurds eldritt har skildrats i flera nu förlorade Sigurdskväden. I Völsungasagan har bevarats två strofer ur ett kväde som kallas Sigurdarkviða in yngri:
| Mot skyn sköt elden från skälvande mark, forsande for flamman i höjden; få bland drottmännen dristade sig att rida mot lågan eller ränna igenom. | Med svärdet manade Sigurd Grane, elden slocknade där ädlingen for, lågan lade sig för lovkär kämpe, rustningen lyste som Regin hade ägt. |  |

Lika dramatisk är Völsungasagans prosaskildring av händelseförloppet:
"Grane rände fram mot elden då han kände sporren. Nu vart det ett stort dån när elden började rasa, jorden började skälva och lågan slog upp mot himmelen. Detta hade ingen torts göra förut, och det var som om han rede i mörker. Sedan lade sig elden, och han steg av hästen och gick in i huset."
I  Poetiska Eddan är eldmuren särskilt nämnd i Fáfnismál 42–43; i Sigrdrífumál (i den inledande prosatexten) samt i Helreið Brynhildar 9–11. Berättelsen finns också sammanfattad i Skáldskaparmál i Snorres Edda, där Sigurds ritt genom eldmuren skildras i kapitel 41. 
Liknande eldmurar omtalas även i Skírnismál 8–9 samt i Fjölsvinnsmál 2 och 31. I Skírnismál är det den sköna jättedottern Gerds hem i Gymisgarðr som är helt omsluten av den magiska elden. För att ta sig igenom hindret måste Skirner låna guden Frejs häst, men Gerd verkar uppriktigt förvånad när han lyckas ta sig in:
Vem är du av alver,
av asars söner,
vem ibland visa vaner?
Hur kom du ensam över
vår onda eld
våra salar att se?
Antagligen brukade eldmuren hålla obehöriga på avstånd.
I Fjölsvinnsmál är det den fagra Menglöds borg på Lyfjabergets topp som omgärdas av elden. Hur Menglöds friare Svipdag lyckas ta sig igenom hindret får vi inte veta, då början av Fjölsvinnsmál saknas, men i bevarade folksånger, där samma äventyr skildras, har hjälten kommit i besittning av en flygande häst. Man kan anta att han, liksom Skirner och Sigurd Fafnesbane, rider igenom eller över lågorna.

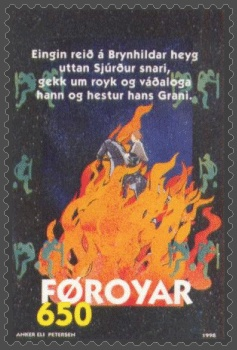
Sigurd rider genom eldmuren på ett färöiskt frimärke från 1998.

I nyare isländsk folktro är en vafrlogi ett irrbloss som sägs utpeka var det finns dolda skatter. Kanske har vafrloginn från början varit ett irrbloss. Ordets egentliga innebörd, "fladdrande låga" (av vafra: "röra sig hit och dit" och logi: "låga"), motsvarar ju knappast fullt ut den mäktiga eldmur som skildras i Völsungasagan. Men i medeltida teologi troddes paradiset vara omgivet av en ofantlig, ogenomtränglig eldmur. Detta omtalas exempelvis i Etymologiæ från 600-talet av Isidor av Sevilla, vilket var ett av medeltidens mest citerade verk. Kanske är det härifrån som de isländska författarna har hämtat idén. I varje fall har inte föreställningen om en sådan ogenomtränglig eldmur någon förankring i gammal germansk mytologi.
I tulorna är vafrlogi ett heiti för "eld". Ordet förekommer också i en kenning för "solen" i ett diktfragment av Einar Skulason.

## Mytologisk science fiction (?)
En science fiction-liknande tolkning av vafrloginn framfördes av Viktor Rydberg i Undersökningar i germanisk mythologi (1886). Åskmolnen troddes, skriver han, bestå av vatten och ett mörkt, mycket eldfängt blixtämne ("vaferämnet"), vilket gav molnen deras mörka metalliska färg. När Tor klyver molnen med sin hammare, skiljer han vattnet från vaferämnet. Det förra faller ner som regn, det senare antänds och far hän i snabba, fladdrande sicksacklågor: vafereldarna.
Alla vatten troddes ha sitt upphov i den underjordiska källan Hvergelmir. Därifrån sugs vattnet upp av Yggdrasils nordliga rot, stiger upp genom stammen och breder ut sig i trädets grenar och blad, varifrån det avdunstar i en ovanpå Valhalls tak belägen vattenbehållare som kallas Eikþyrnir. (Denna cistern sägs visserligen i Grímnismál 26 vara en hjort, men det är symbolspråk, enligt Rydberg.) "Eikþyrnir är den store himmelske vattenbehållaren, som samlar och utsläpper åskmolnen." Det är också i denna vattenbehållare som Asgårdsälven har sitt ursprung. Denna älv genomströmmar Asgårdborgens löpgrav och rymmer således samma eldfängda vaferämne varav åskmolnen består. "Öfver elfvens hvirflar drifver en mörkt glänsande antändlig dimma. Tändes hon, slår hon upp i lågor, hvilkas fladdrande tungor träffa sina offer med medveten säkerhet." (Att blixtämnet hade medvetande och därmed aktivt kunde vända sig emot en inträngling, var enligt Rydberg en allmän germansk uppfattning.) Vaferelden utgjorde alltså en integrerad del av Asgårds militära försvar.
Dessvärre förfogade även jättarna över detta vapen, vilket framgår av Skírnismál 8, 9, där jätten Gymers gård sägs vara omgiven av en dylik försvarsmur av eld. Ljungelden fanns inte bara i Tors hammare, utan även i Hrungners hein och i Geirröds glödande kastvapen, skriver Rydberg. Striderna mellan Tor och jättarna stod ofta i luften. Det fanns jättehästar som kunde ta sig fram genom lufthavet (till exempel Hrungners Gullfaxe) och dessa bar sina ryttare till ljungeldskamp i rymden mot ljungeldskastaren Tor. "Åskvädret var ofta en víg þrimu, en strid mellan åskande väsen, i hvilken blixtarne, kastade af Midgårds värnare (Tor), korsade blixtarne, kastade af Midgårds fiender."
Hur effektivt vaferelden kunde försvara Asgård mot luftangrepp framgår enligt Rydberg av Skáldskaparmáls skildring av dråpet på Tjatse. Tjatse har förvandlat sig till en örn som förföljer Loke som i falkhamn har kidnappat Idun som han förvandlat till en nöt som han håller i klorna. (Rydberg kallar i berättelsen Tjatse för Valand, eftersom han trodde att Tjatse var ett alias för mästersmeden Völund (Valand)):
"Man gjorde sig i ordning att tända vaferlågorna. Falken slog ned innanför Asgårdsmuren, vaferlågorna tändes, gudaspjuten susade i luften, Valand kom i ohejdlig fart, stormade, spjutsårad, genom vaferlågornas hvirflar och föll med brinnande vingar ned vid vallen. Örnhammen sjönk tillsammans i rök och gnistor, och gudarne sågo Valand själf. Han sökte resa sig på sina förlamade ben för att kämpa intill döden. Tor slungade Mjölner mot hans panna, och död låg den väldige med krossadt hufvud."
I modern svensk översättning har det avsnitt av Skáldskaparmál som Rydberg här åberopar följande lydelse:
"När asarna såg falken komma flygande med nöten och örnen som flög efter, gick de ut framför Asgård och bar dit bördor med träspånor. Och när falken flög in över borgen lät den sig falla ner intill borgmuren. Asarna satte eld på träspånorna och örnen kunde inte stanna när den missade falken. Elden fick fäste i örnens fjädrar och den kunde inte flyga längre. Då var asarna framme och dödade jätten Tjatse inne i Asgård och det dråpet är mycket berömt."